# György Matolcsy
György Matolcsy (ur. 18 lipca 1955 w Budapeszcie) – węgierski ekonomista i polityk, parlamentarzysta, w latach 2000–2002 minister gospodarki, w latach 2010–2013 minister gospodarki narodowej, prezes Narodowego Banku Węgier w kadencjach 2013–2019 i 2019–2025.

## Życiorys
W 1977 ukończył studia ekonomiczne na wydziale przemysłu Uniwersytetu Ekonomicznego w Budapeszcie. W 1984 doktoryzował się w zakresie nauk ekonomicznych na tej samej uczelni.
W latach 1978–1985 był urzędnikiem w departamencie przemysłu ministerstwa finansów, następnie pracował w instytutach badawczych. W 1989 współtworzył program ugrupowania Węgierskie Forum Demokratyczne. W 1990 pełnił funkcję sekretarza stanu w kancelarii premiera Józsefa Antalla. W latach 1991–1994 był przedstawicielem rządu węgierskiego w Europejskim Banku Odbudowy i Rozwoju w Londynie, w 1994 będąc jednym z dyrektorów banku. Prowadził następnie działalność ekspercką, m.in. w latach 1995–2000 i 2002–2010 był dyrektorem instytutu naukowego zajmującego się prywatyzacją.
W 1998 został doradcą ekonomicznym Fideszu (którego później został członkiem) oraz premiera Viktora Orbána. Od stycznia 2000 do maja 2002 sprawował urząd ministra gospodarki w pierwszym rządzie Viktora Orbána. W wyborach w 2006 i 2010 uzyskiwał mandat posła do Zgromadzenia Narodowego. W maju 2010 w drugim gabinecie przewodniczącego Fideszu objął stanowisko ministra gospodarki narodowej, zajmując je do marca 2013. Ustąpił w związku z nominacją na prezesa Narodowego Banku Węgier. W 2019 został powołany na tę funkcję na drugą sześcioletnią kadencję.